# Elymus barbatus
Elymus barbatus är en gräsart som beskrevs av Fritz Federico Kurtz. Elymus barbatus ingår i släktet elmar, och familjen gräs. Inga underarter finns listade i Catalogue of Life.